# 阮隻
阮隻（越南语：／，1382年—1448年），即黎隻（越南语：／），越南後黎朝初期將領，為藍山起義時黎利麾下重要將領之一。
阮隻是芒族人，出生在清化的東山縣。明朝吞併安南之後，他在東山縣的Hoàng Nghiêu建立據點，反抗明朝統治，後投奔黎利的藍山起義軍，被封为少尉。1425年，阮隻建立黎利先攻取茶隆，再攻佔險要而且土地廣闊、人口眾多乂安，以其為立足之地，獲得了黎利的採納。此後，乂安成為藍山起義軍的根據地。
後黎朝建立後，阮隻成為功臣，獲封廷上侯，賜國姓黎。1448年逝世，黎仁宗追封他為憲國公，諡貞武。